# رحیم زارع
رحیم زارع (زاده ۱ بهمن ۱۳۵۴ سرچهان) سیاستمدار ایرانی است. او نماینده دوره‌های  نهم، دهم، یازدهم و دوازدهم مجلس شورای اسلامی از حوزه انتخابیه آباده، بوانات، خرم‌بید و سرچهان در استان فارس است.
در سوابق علمی و پژوهشی ایشان هیچ موردی علمی وجود ندارد!! لذا با توجه عدم وجود سوابق علمی و پژوهشی، ایشان بر اساس روابط به‌دست آمده از مجلس شورای اسلامی توانسته‌اند سمت هیات علمی دانشگاه را تصاحب کند و ایشان فاقد هرگونه پیشیینه علمی، تخصصی، پژوهشی و آموزشی است ولیکن با استفاده از موقعیت خود، عضو هیئت علمی دانشکده مدیریت و حسابداری دانشگاه علامه طباطبایی شده است.

وی از خانواده های تحت حمایت کمیته امداد است و گرایشات سیاسی اصولگرا متمایل به آقای قالیباف رییس کنونی مجلس شورای اسلامی دارد. ایشان در یک زمان جزو موافقین تصویب برجام بوده است و در زمان دیگر از افرادی بوده که در مجلس شورای اسلامی برجام را آتش زده است.
ایشان به‌علت عدم تخصص و تعلق خاطر به زمینه‌ای خاص، در کمیسیون‌های متفاوت و مختلف مجلس شورای اسلامی بدون داشتن تجربه و شناخت کافی عضو بوده است و به دلیل سبقه بیشتر نمایندگی گاها عناوینی نیز در کمیسیون‌ها دریافت می‌کند. 
در سوابق دوره جوانی وی درگیری‌های خیابانیِ دسته جمعی و بیابانیِ قبیله ای دیده می‌شود.

## سوابق فعالیت در مجلس
- تصویب برجام
- رئیس کمیته تجارت کمیسیون اقتصادی مجلس نهم
- عضو هیئت رئیسه فراکسیون گردشگری مجلس مجلس نهم
- سخنگو و عضو هیئت رئیسه فراکسیون عشایر مجلس نهم
- عضو هیئت رئیسه و دبیر کمیسیون خروج از رکود مجلس نهم
- عضو شورای مرکزی فراکسیون قرآن و عترت مجلس نهم
- عضو فراکسیون دانشگاهیان مجلس نهم
- عضو فراکسیون نفت، گاز و پتروشیمی مجلس نهم
- عضو فراکسیون مدیریت شهری مجلس نهم
- عضو فراکسیون مدیریت روستایی مجلس نهم
- عضو فراکسیون اصناف مجلس نهم
- عضو فراکسیون صادرات غیرنفتی مجلس نهم
- عضو فراکسیون جوانان مجلس نهم
- عضو فراکسیون پارکهای علم و فناوری نهم
- سخنگوی کمیسیون اقتصادی مجلس دهم
- نایب رئیس و سخنگوی کمیسیون ویژه حمایت از تولید ملی مجلس دهم
- رئیس کمیته اقتصاد مقاومتی مجلس دهم
- عضو هیئت رئیسه و دبیر کمیسیون احکام دائمی برنامه‌های توسعه کشور مجلس دهم
- عضو هیئت رئیسه فراکسیون یاوران امداد مجلس مجلس دهم
- رئیس فراکسیون ۱۴۰۴ مجلس دهم
- نایب رئیس کمیسیون تلفیق بودجه ۱۳۹۶ در مجلس دهم
- سخنگو و نایب رئیس کمیسیون ویژه حمایت از تولید ملی مجلس دهم
- عضو فراکسیون فرهنگیان مجلس دهم
- عضو کمیسیون برنامه، بودجه و محاسبات مجلس یازدهم
- سخنگوی کمیسیون تلفیق بودجه ۱۴۰۰ مجلس یازدهم
- رئیس و نایب رئیس کمیته فوتبال و فوتسال مجلس نهم، دهم و یازدهم
- عضو ستاد برنامه‌ریزی و نظارت بر اکسپو ۲۰۱۰ شانگهای
- عضو ستاد برنامه‌ریزی و نظارت بر اکسپو ۲۰۱۵ میلان